# Livraga
Livraga ist eine Gemeinde mit 2500 Einwohnern (Stand 31. Dezember 2023) in der Provinz Lodi in der italienischen Region Lombardei.

## Ortsteile
Im Gemeindegebiet liegen neben dem Hauptort die Fraktionen Ca’ de’ Mazzi, Pantigliate und San Lazzaro, sowie die Wohnplätze Cascina de Liuraghi, Cascina Fiandra und Cascina Granati.

## Verkehr
Der Ort hat einen Betriebsbahnhof an der Schnellfahrstrecke Mailand–Bologna. Hier entgleiste am 6. Februar 2020 ein Frecciarossa bei einer Geschwindigkeit von 292 km/h. Die beiden Triebfahrzeugführer starben, die meisten Reisenden wurden verletzt.